# Gabriel Gudmundsson
Gabriel Gudmundsson (sinh ngày 29 tháng 4 năm 1999) là một cầu thủ bóng đá người Thụy Điển thi đấu cho Halmstads BK.

## Đời sống cá nhân
Gabriel là con trai của cựu tuyển thủ quốc gia Thụy Điển và Blackburn Rovers Niklas Gudmundsson.